# Unterseeboot 681
L'Unterseeboot 681 ou U-681 est un sous-marin allemand (U-Boot) de type VIIC utilisé par la Kriegsmarine pendant la Seconde Guerre mondiale.
Le sous-marin fut commandé le 25 août 1941 à Hambourg (Howaldtswerke Hamburg AG), sa quille fut posée le 21 octobre 1942, il fut lancé le 20 novembre 1943 et mis en service le 3 février 1944, sous le commandement de l'Oberleutnant zur See Helmut Bach.
L'U-681 n'endommagea ou ne coula aucun navire au cours de l'unique patrouille (32 jours en mer) qu'il effectua.
Il fut coulé par l'aviation américaine dans l'Atlantique Nord en janvier 1945.

## Conception
Unterseeboot type VII, l'U-681 avait un déplacement de 769 tonnes en surface et 871 tonnes en plongée. Il avait une longueur totale de 67,10 m, un maître-bau de 6,20 m, une hauteur de 9,60 m et un tirant d'eau de 4,74 m. Le sous-marin était propulsé par deux hélices de 1,23 m, deux moteurs diesel Germaniawerft M6V 40/46 de 6 cylindres en ligne de 1 400 cv à 470 tr/min, produisant un total de 2 060 à 2 350 kW en surface et de deux moteurs électriques Siemens-Schuckert GU 343/38-8 de 375 cv à 295 tr/min, produisant un total 550 kW, en plongée. Le sous-marin avait une vitesse en surface de 17,7 nœuds (32,8 km/h) et une vitesse de 7,6 nœuds (14,1 km/h) en plongée. Immergé, il avait un rayon d'action de 80 milles marins (150 km) à 4 nœuds (7,4 km/h; 4,6 milles par heure) et pouvait atteindre une profondeur de 230 m. En surface son rayon d'action était de 8 500 milles nautiques (soit 15 700 km) à 10 nœuds (19 km/h). 
L'U-681 était équipé de cinq tubes lance-torpilles de 53,3 cm (quatre montés à l'avant et un à l'arrière) qui contenait quatorze torpilles. Il était équipé d'un canon de 8,8 cm SK C/35 (220 coups) et d'un canon antiaérien de 20 mm Flak. Il pouvait transporter 26 mines TMA ou 39 mines TMB. Son équipage comprenait 4 officiers et 40 à 56 sous-mariniers.

## Historique
Il reçut sa formation de base au sein de la 31. Unterseebootsflottille jusqu'au 31 octobre 1944, il intégra sa formation de combat dans la 11. Unterseebootsflottille.
Sa première patrouille est précédée par un court trajet de Kiel à Horten. Elle commence réellement le 14 février 1945 au départ de Horten pour opérer dans l'Atlantique Nord.
L'U-681, équipé d'un schnorchel, patrouille au large des îles britanniques.
Le 10 mars 1945, l'U-681 s'échoue accidentellement sur Bishop Rock — un petit récif rocheux situé à l'extrémité occidentale des îles Sorlingues — et doit faire surface en raison des dommages subit à sa coque et à ses réservoirs de carburant. Incapable de plonger, le commandant Werner Gebauer fait route vers les côtes irlandaises, espérant être internés par les autorités irlandaises. 
Cependant, le lendemain matin à 9 h 30, un PB4Y-1 Liberator du VPB-103 (en) repère l'U-681 en surface et l'attaque immédiatement. Huit charges de profondeur sont lancées et endommage gravement l'U-boot, si gravement que Gebauer ordonne l'abandon du navire, malgré une mer agitée. Le naufrage à la position 49° 52′ N, 6° 38′ O, est suivi d'une gigantesque explosion. Les survivants sont secourus par un navire d'escorte britannique.
11 des 47 membres d'équipage décèdent dans cette attaque.

## Affectations
- 31. Unterseebootsflottille du 3 février 1944 au 31 octobre 1944 (Période de formation).
- 11. Unterseebootsflottille du 1er novembre 1944 au 11 mars 1945 (Unité combattante).

## Commandement
- Oberleutnant zur See Helmut Bach du 3 février 1944 au 2 août 1944.
- Oberleutnant zur See Werner Gebauer du 3 août 1944 au 11 mars 1945.

## Patrouille
|       | Commandant           | Départ          | Départ | Arrivée         | Arrivée | Jours    | Succès |
| ----- | -------------------- | --------------- | ------ | --------------- | ------- | -------- | ------ |
|       | Oblt. Werner Gebauer | 8 février 1945  | Kiel   | 13 février 1945 | Horten  | 6 jours  |        |
| 1     | Oblt. Werner Gebauer | 14 février 1945 | Horten | 11 mars 1945    | Coulé   | 25 jours |        |
| Total | Total                | Total           | Total  | Total           | Total   | 32 jours | 0 t    |

Notes : Oblt. = Oberleutnant zur See